# Михаил Илиев
Михаил Илиев е български спортен лекар, шахматист и шахматен функционер, дългогодишен лекар на елитния български футболен отбор ПФК Левски (София) и националния тим на България.
Завършва с пълно отличие и златен медал математическата гимназия, майстор на спорта по шахмат. Завършва Медицинската академия през 1977 г.
Започва като лекар на футболен отбор през 1980 г., като работи година във ФК „Спартак“ (Плевен). През 1982 г. отива във ФК „Славия“ (София), където е лекар на отбора в продължение на 10 години. От 1993 до 1996 г. работи в ПФК „Левски“ (София). От 1996 до 2000 г. е в националния отбор на България по футбол.
През 2001 г. е избран за президент на Българската федерация по шахмат. От 2003 до 2012 г. отново е в националния отбор по футбол, след което е пак в ПФК „Левски“ (София) до лятото на 2014 г.
Участник е в Световното първенство по футбол във Франция (1998) и Европейското първенство по футбол в Португалия (2004), както и във всички световни и европейски конгреси по футболна медицина на ФИФА и УЕФА от 1996 г.
Като секретар на медицинската комисия към БФС организира повече от 10 години международни научни конференции за лекари и кинезитерапевти в системата на спорта.
От 1999 г. има частна практика в своя Медицински център „Д-р Михаил Илиев“ ЕООД. Издава списание „Медицина и спорт“.